# Sophie Vavasseur
Sophie Vavasseur, née le 28 novembre 1992 à Dublin, est une actrice irlandaise, connue pour son rôle primé d'Evelyn Doyle dans le film irlandais Evelyn en 2001.

## Biographie
Né à Dublin, en Irlande, Sophie Vavasseur suit des cours de théâtre depuis l'âge de 6 ans. Elle est apparue dans des films et sur scène, et a fait un certain nombre de publicités et de voix-off. Elle a joué dans plusieurs films à ce jour. Sa première apparition s'est effectuée dans le film Evelyn, dans laquelle elle a joué le rôle-titre de la fille du personnage joué par l'acteur irlando-américain Pierce Brosnan.
Sa deuxième apparition notable est dans le film Resident Evil: Apocalypse, où elle a joué la fille de Charles Ashford (Angela "Angie" Ashford), qui était le créateur du T-Virus.
En 2007, Sophie Vavasseur est apparue dans Jane, un film basé sur la vie privée de la femme de lettres anglaise Jane Austen. La même année, elle a joué dans une nouvelle adaptation télévisée britannique de The Old Curiosity Shop de Charles Dickens. En 2010, elle est apparue dans le rôle d'une adolescente possédée dans le film d'horreur espagnol Exorcismus, aux côtés de Richard Felix, Doug Bradley et Stephen Billington.
Sur scène, elle est apparue dans Come on Over par Conor McPherson au Gate Theatre de Dublin. Enfin, elle a tenu pendant deux épisodes le rôle de la Princesse Ellisif dans la série télévisée Vikings.

## Filmographie

### Cinéma
| Année | Titre                           | Rôle           | Notes           |
| ----- | ------------------------------- | -------------- | --------------- |
| 2002  | Evelyn                          | Evelyn Doyle   |                 |
| 2004  | Resident Evil: Apocalypse       | Angela Ashford |                 |
| 2007  | Becoming Jane                   | Jane Lefroy    |                 |
| 2010  | Exorcismus                      | Emma Evans     |                 |
| 2012  | Resident Evil: Retribution      | Angela Ashford | Archive footage |
| 2014  | Poision Pen                     | Jessica        |                 |
| 2017  | Bring it on: Worldwide Showdown | Hannah         |                 |

### Télévision
| Année | Titre                  | Rôle              | Notes |
| ----- | ---------------------- | ----------------- | ----- |
| 2007  | The Old Curiosity Shop | Nell Trent        |       |
| 2007  | Northanger Abbey       | Annie Thorpe      |       |
| 2009  | Masterpiece Classic    | Nell Trent        |       |
| 2017  | Vikings                | Princesse Ellisif |       |